# Teatro Vittorio Alfieri (Montemarciano)
Il Teatro Vittorio Alfieri di Montemarciano (AN) è lo storico teatro della città.

## Storia
Le prime rappresentazioni teatrali cittadine furono messe in scena a partire dal 1798 in un piccolo teatro di legno con pianta ad "U" ricavato all'interno di un magazzino. La costruzione del nuovo teatro fu ultimata nel settembre del 1887 su progetto dell'ingegnere Giovan Battista Marotti (originario di Montignano)mentre l'ingegner Ernesto Medi curò gli aspetti amministrativi della sua realizzazione.
Il dislivello del terreno ha fatto sì che l'edificio sia costruito da due corpi di altezza diversa, l'uno contenente l'ingresso ed il sovrastante foyer, l'altro la sala teatrale e il retrostante palcoscenico. La facciata ricorda caratteri tardo rinascimentali con paraste corinzie e joniche, aperture ad arco su due piani e spigoli a bugnato liscio, finestre a timpano e porte piattabanda. La pianta della sala degli spettatori è a ferro di cavallo con due ordini di palchi per un totale di 37 compresi i quattro del proscenio. I palchi dell'ordine inferiore sono rettilinei mentre quelli dell'ordine superiore sono ad arco, con balaustre e fascia ornate con stucchi dorati. Il teatro si caratterizza per l'utilizzo dell'uso del ferro nelle strutture portanti e per le colonne in ghisa con capitello corinzio che sostituiscono i pilastri divisori.
L'anconetano Roberto Buratti ha decorato i festoni, le medaglie ed i vasi di fiori, mentre l'attrezzatura scenica ed il sipario sono quelle originali, opera del pittore romano Alberici. Nella sua nuova veste il teatro ha funzionato assiduamente con spettacoli di vario genere fino al 1972, quando il terremoto che devastò Ancona rese la struttura inagibile ed impose un importante restauro. Nel maggio del 1985 il teatro Vittorio Alfieri si presentò nella sua forma definitiva costituita da due ordini di palchi a "ferro di cavallo".
L’edificazione del Teatro comunale di Montemarciano è figlia dell’idea tutta Ottocentesca di teatro come collante sociale e come vera e propria esigenza; questo spiega perché essa comportò, qui come altrove del resto, un significativo riordino degli spazi a livello urbanistico e una seria, lunga progettualità. L’inizio delle tappe che portarono alla costruzione del teatro può essere fatto risalire al 1883, anno in cui la Municipalità montemarcianese avvia le pratiche necessarie a finanziare i suddetti lavori. È poi durante la seduta consiliare del 24 aprile 1884 che vengono delineati tutti i particolari relativi ai lavori per il nuovo teatro, previsto in un primo momento nell’area oggi corrispondente a via Garibaldi, un tempo via della Corte.
Qui infatti era già presente un teatro (dal 1798) – da considerarsi come Teatro Giacobino (o “Patriottico”), non quindi di proprietà condominiale o municipale, allestito in un precedente fabbricato, forse un magazzino, che includeva, oltre al suddetto teatro, una casa d’abitazione e lo “Scorticatojo”, cioè il mattatoio comunale – che si sarebbe quindi provveduto a demolire per fare posto al nuovo, più ampio e moderno. La decisione però viene abbandonata quasi subito, perché già nel novembre del 1884 s’individua una nuova area, corrispondente a quella attuale, più centrale ed estesa, dove ospitare il nuovo teatro, previa demolizione di alcuni caseggiati adiacenti con orti annessi (si tratta dell’area compresa tra i vicoli Pergolini e Marini).
Ad occuparsi del progetto è l’ingegnere Giovanni Battista Marotti, figura chiave dello sviluppo urbanistico di Montemarciano e Marina, mentre compare il nome dell’ingegnere comunale Ernesto Medi come addetto all’espletamento delle pratiche amministrativo-burocratiche di esproprio degli immobili da demolire. La prima perizia prevede un tetto massimo di spesa pari a 26.000 lire, che saliranno vertiginosamente a costruzione ultimata (la spesa totale ammonterà infatti a 82.749 lire), tanto è vero che sarà lo stesso Marotti ad anticipare, senza interessi, tutte le spese per l’inaugurazione e l’apertura del teatro.
I lavori vengono ufficialmente avviati il 15 agosto 1886, con alcune modifiche in corso d’opera rispetto al progetto originario, tra le quali vanno ricordate: la maggiore semplificazione nei decori della facciata, l’innalzamento del piano della platea, una svasatura più marcata rispetto al tradizionale ferro di cavallo nella curvatura planimetrica della platea, la riduzione del sesto della volta della platea, le scale d’accesso al secondo ordine non più costituite da due rampe a squadro ma da un’unica rampa semiellittica ed infine una sostanziale uniformazione dei corpi di fabbrica laterali con il prospetto frontale, correggendo l’iniziale “scalettamento” dei fabbricati a lato.
Una curiosità: durante la cerimonia pubblica della posa della prima pietra, a cui partecipa naturalmente anche l’ingegnere Marotti, si decide di festeggiare l’inizio della costruzione del teatro ponendo tra le pietre delle fondamenta una pergamena, contenuta all’interno di un cilindro di piombo, recante tutti i nomi dei consiglieri comunali che hanno approvato il progetto e deliberato l’edificazione della nuova struttura teatrale, oltre alle firme di tutti coloro che erano presenti alla cerimonia del 15 agosto 1886.
Per quanto riguarda l’aspetto prettamente artistico, sappiano che il pittore anconetano Roberto Buratti si occupa della decorazione della volta della platea, dandole tutta l’eleganza di gusto neoclassico che conserva ancora oggi: essa è caratterizzata da preziose ghirlande floreali e racemi che si intrecciano, come a formare i petali di un fiore fatto di fiori. Lungo il perimetro della volta, Buratti ha voluto inserire dei medaglioni monocromi con i ritratti dei maggiori compositori e autori di tutti i tempi: la prima effigie che si vede appena si entra in platea, e in posizione centrata, è quella di Daniel Auber, seguono poi in senso orario il medaglione con il ritratto di Torquato Tasso, di Ludwig van Beethoven, di Francesco Petrarca, e poi Gioacchino Rossini, Dante Alighieri, Wolfgang Amadeus Mozart ed infine Ludovico Ariosto. I medaglioni si alternano anche qui a decorazioni floreali, con vasi ricolmi di rose e altre piante; i due spicchi dorati sul soffitto in prossimità del proscenio recano le immagini di strumenti musicali a corde e a fiato, arricchiti da spartiti, corone d’alloro e cartigli.
Notevoli anche le raffinate decorazioni a stucco, in particolare quelle poste sulla sommità della porta d’ingresso: sulla base del secondo ordine di palchi, al centro, è presente un riquadro con lo stemma dorato del Comune di Montemarciano.
È invece un artista romano, Augusto Alberici, ad occuparsi del sipario, dipingendo il gruppo con  sette figure mitologiche – disposte secondo una bilanciatissima composizione a piramide – alle quali fanno da sfondo un paesaggio marittimo (si tratta forse del porto di Ancona) e la vasta porzione di cielo che si apre sopra il mare, quasi confondendosi con esso.
A un anno esatto dall’inizio dei lavori, il teatro è già pronto e la data d’inaugurazione è fissata al 3 settembre, cercando in questo modo di approfittare anche della presenza dei turisti che affollano i nuovi stabilimenti balneari di Marina di Montemarciano e zone limitrofe; quale opera teatrale d’apertura viene scelto il “Rigoletto” messo in scena dal regista riminese Natale Fidora con la sua orchestra («[Natale Fidora] propone di dare n.8 rappresentazioni dell’opera il Rigoletto, con gli stessi attori, che attualmente cantano a Rimini nell’opera Gioconda, con 24 professori d’orchestra, 12 coristi, col Direttore Cav. Podesti, che attualmente dirige l’orchestra di Rimini e con tutte le spese inerenti a suo carico mediante una dote di £ 3.500»).
Altre testimonianze dell’attività del teatro Alfieri tra fine Ottocento e inizio Novecento sono quelle fornite dai verbali delle Sedute Consigliari di quegli anni, dai quali è possibile avere notizia, ad esempio, della vendita a privati di 29 palchetti, avvenuta nel 1893, così come della messa in scena di due operette in musica del Maestro Cav. Amadei di Loreto, nel settembre del 1897, come omaggio alla presenza di militari in paese. Nel marzo del 1899 si decide di chiudere al pubblico transito vicolo Marini, via d’accesso diretta al mattatoio che è ancora lì presente e in piena attività probabilmente per ammortizzare le spese di gestione del teatro. Alcune realtà politiche e culturali intanto iniziano a svolgere diverse attività negli spazi del teatro loro concessi in affitto: è il caso della locale sezione del Partito Socialista Italiano, che dal 1920 ha la possibilità di utilizzare gli spazi del ridotto, mentre dal 1923 anche il locale Fascio di Combattimento prende in affitto alcune sale del complesso teatrale. È documentata anche la presenza di una società di divertimento (la “Chi Se Ne…”), a cui vengono dati in affitto la cucina e il locale a uso buffet del pianterreno, da utilizzare solo a teatro chiuso naturalmente.
Nonostante l’impegno profuso per la sua edificazione, già negli anni Venti il teatro minaccia rovina e finalmente nel 1927 vengono eseguiti alcuni lavori di manutenzione atti a contenerne il progressivo degrado. Nel gennaio del 1944, i partigiani montemarcianesi utilizzano la platea del teatro per nascondere temporaneamente il ricco bottino di armi requisite ai tedeschi, i quali stanziavano nella villa dell’ingegnere Marotti in via S. Pietro (nell’area che attualmente ospita la sede dell’Avis e di altre associazioni locali).
Un restauro più sostanziale è quello che ha interessato il teatro nel 1973, resosi necessario a seguito del violento terremoto del ’72, oltre a quello eseguito sulla struttura nel 1985, tutti interventi che hanno restituito il teatro al pubblico decoro.
Oggi il teatro Alfieri, che propone un ricco calendario di spettacoli ed eventi culturali, si presenta in tutta la sua elegante semplicità: caratterizzato da una tinta monocroma sui toni dell’ocra, che ne uniforma le parti strutturali e decorative, ha la facciata euritmicamente scandita da 5 ingressi (sul primo livello) e 5 finestre (sul secondo livello), è arricchita da lesene ioniche e corinzie, modanature, coperture ad arco alternate a coperture a timpano, mensole di gusto classicheggiante e spigoli a bugnato liscio, oltre a due rosette sul secondo registro, ai lati della finestra centrale. L’interno conta 230 posti, di cui 90 in platea e 140 nei due ordini di palchi, a semplice copertura rettilinea quelli inferiori e ad arco per quanto riguarda i palchetti superiori; pregevoli stucchi dorati decorano le balaustre e le fasce. Un elemento di novità è rappresentato dalle colonnette in ghisa presenti in platea, poco comuni all’epoca.
Ancora oggi è in uso il locale seminterrato sede del Centro Sociale cittadino, luogo polifunzionale con cucina e salone che ospita numerose attività ludiche e culturali. Il ridotto del Teatro ha invece accolto per alcuni anni la Biblioteca Comunale ed è stato di recente (gennaio e febbraio 2018) sede di un’inedita rassegna teatrale, curata dall’associazione culturale “Asini Bardasci” in collaborazione con il Comune di Montemarciano, dal titolo “Sabato sono Ridotto al Teatro Alfieri”: 4 serate di spettacoli, con attori provenienti da tutta Italia, e possibilità per il pubblico di cenare prima degli eventi teatrali nello spazio del Centro Sociale.